# Тайрос-6
Тайрос-6 (англ. TIROS 6, Television and InfraRed Observation Satellite — укр. Супутник телевізійного й інфрачервоного спостереження), інші назви Тайрос-Еф2 (англ. Tiros-F2), Ей-51 (англ. A-51, Applications — укр. Застосування) — американський метеорологічний супутник.
Створювався для демонстрації можливості космічного апарата оглядати, записувати і передавати телевізійні зображення хмарного покриву Землі для їхнього поточного використання і прогнозуванні погоди.

## Опис
Апарат був призмою з вісімнадцятикутною основою з алюмінієвого сплаву і нержавіючої сталі діаметром 107 см, висотою 48 см, масою 130 кг. На зміцнені нижній основі розташовувалась більшість систем. Нагорі розташовувалась антена для прийому наземних команд. У нижній частині діагонально відносно основи розташовувались чотири дипольні антени для передачі телеметрії на частоті 235 МГц. Згори і з боків апарат був вкритий 9200 сонячними елементами розміром 1×2 см, що використовувались для заряджання 21 нікель-кадмієвої батареї. Навколо нижньої основи було змонтовано п'ять діаметрально опозитних пар невеликих твердопаливних двигунів для підтримки швидкості обертання 8-12 обертів на хвилину, що стабілізувало апарат в польоті. Вісь обертання була зорієнтована з точністю 1—2 градуси завдяки використанню магнітного контролю висоти, для чого було використано 250 витків дроту навколо зовнішньої поверхні апарата. Взаємодія між індукцією магнітного поля супутника і магнітного поля Землі створювала необхідний момент сили для орієнтації.
Супутник мав дві телевізійні камери з відиконами діаметром 1,27 см, середнього і широкого кутів огляду, для фіксації зображень хмарного покриву Землі. Зображення в зонах прийому передавались на приймальні наземні станції, під час несприятливої погоди і поза станціями дані записувались на бортовий плівковий магнітофон для передачі згодом. Додатково апарат мав п'ятиканальний сканувальний інфрачервоний радіометр з середньою роздільною здатністю, всеспрямований радіометр і двоканальний радіометр з низькою роздільною здатністю для вимірювання випромінювання Землі й атмосфери.

## Політ
18 вересня 1962 року о 08:53:08 UTC ракетою-носієм Тор-Дельта/Дельта з космодрому Мис Канаверал відбувся запуск апарата Тайрос-6.
29 листопада 1962 року вийшла з ладу телевізійна камера з середнім кутом огляду.
21 жовтня 1963 року стався збій в роботі камери з широким кутом огляду, супутник було відключено незабаром після цього. За час роботи апарат передав 68 557 зображень хмар. Тайрос-6 досі перебуває на орбіті.